# Apeadero de Cabeda
El Apeadero de Cabeda (Alfena) es un apeadero situado en la zona sur de Alfena, en la denominada aldea de Cabeda dentro del municipio de Valongo, en el Distrito de Porto, Região Norte; dentro de la subregión de Grande Porto. 
Se encuentra en el PK 2 de la Línea del Duero y la infraestructura cuenta con dos vías ferroviarias.
En la actualidad cuenta con servicios regionales, interregionales y urbanos de Comboios de Portugal que operan dentro de la línea del Duero.
- Datos: Q5042671